# Вайда красильная
Ва́йда краси́льная (лат. Ísatis tinctória) — вид рода Вайда из семейства капустных, или крестоцветных (Brassicaceae).
Растение широко культивировалось в Европе для получения синей краски.

## Названия
Толковый словарь В. Даля приводит для вайды красильной ряд русских народных названий: крутик, синячник, синиль, синильник, а Макс Фасмер — немецкое индиго.

## Ботаническое описание
Двулетнее растение высотой до 1 м.
Стебель прямой.

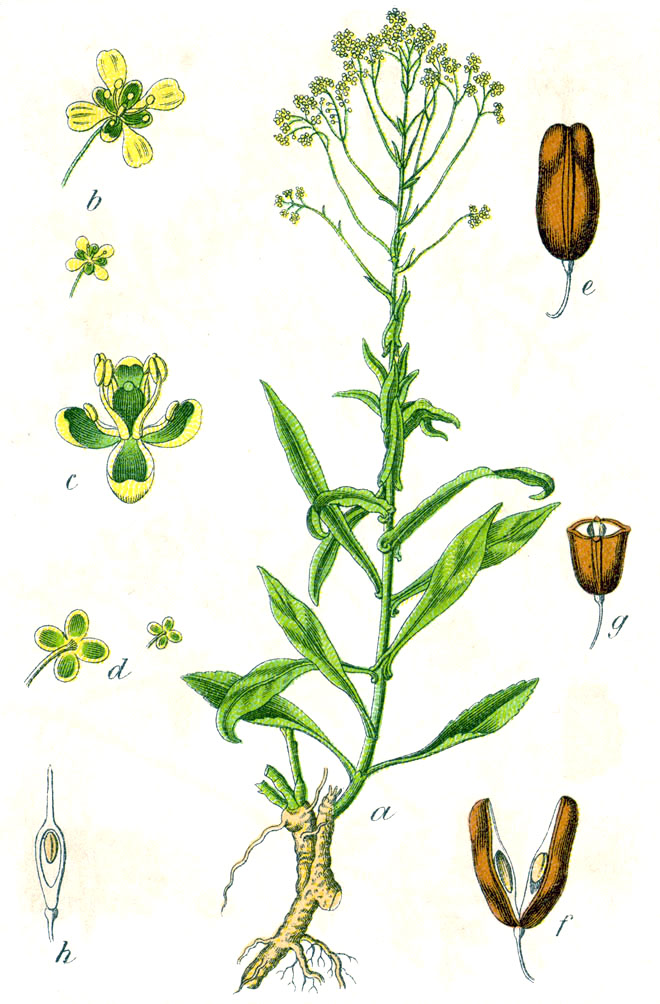

Прикорневые листья продолговато-ланцетные, волосистые; средние и верхние (стеблевые) — с узкостреловидным основанием.
Цветки жёлтые с четырьмя лепестками. Лепестки длиной 3—4,5 мм. Цветение в мае — июне.
Стручочки клиновидные, длиной 8—15,5 мм и шириной 3—6 мм, одночленные, по краю крылатые с притупленно-округлой или слегка выемчатой верхушкой (гнездо стручочка у́же крыла), голые, продолговато-лопатчатые, при созревании повислые на тонких плодоножках, несколько утолщённых в месте сочленения с плодом. Рамка плода снаружи на боковой стороне с одной выступающей жилкой. Плодоношение в июне — июле.
Цветёт на юге в конце апреля — начале мая, на севере в июне. Семена созревают на юге в июне, на севере в июле, реже в августе. Размножается семенами. 

## Распространение и экология
Произрастает на Кавказе (Армения), в Западной (Ливан, Турция) и Центральной Азии (Казахстан, Китай — провинция Синьцзян), во многих странах Европы, в Северной Африке (север Алжира, Марокко).
В России растёт на Северном Кавказе, в Дагестане, в Восточной Сибири, в европейской части (Ладожско-Ильменский, Верхне-Волжский, Волжско-Камский, Волжско-Донской районы).
В год посева даёт только розетку листьев, которая усиленно растёт до сентября. Высота розетки составляет 20—25 см. На второй год вся масса растения формируется к началу-середине цветения и достигает 80—120 см высоты, при благоприятных условиях до 160 см. 
На севере иногда плохо перезимовывает. Хорошо переносит летнюю засуху. На Кубани в первый год способно давать от 74 до 138 ц/га зелёной массы, на второй год 210—280 ц/га. В районе Иваново урожай зелёной массы колебался в пределах 90—120 ц/га. В Пушкине получен урожай 300 ц/га зелёной и 89 ц/га сухой массы. Урожай семян на Кубани колебался от 3 до 8 ц/га.
Растёт в степях, на сухих холмах и склонах; иногда сорничает. Изредка заносится в лесную зону, в основном по железным дорогам.
Лучшая покровная культура для козлятника восточного.

## Химический состав
Ниже в таблице приведены результаты трёх анализов вайды красильной:
| Что анализировалось | Фаза            | Воды (в %) | От абсолютного сухого вещества в % | От абсолютного сухого вещества в % | От абсолютного сухого вещества в % | От абсолютного сухого вещества в % | От абсолютного сухого вещества в % | Источник         |
| Что анализировалось | Фаза            | Воды (в %) | золы                               | протеина                           | жира                               | клетчатки                          | БЭВ                                | Источник         |
| ------------------- | --------------- | ---------- | ---------------------------------- | ---------------------------------- | ---------------------------------- | ---------------------------------- | ---------------------------------- | ---------------- |
| Листья              | 1-го года жизни | 86,6       | 15,4                               | 22,3                               | 3,0                                | 10,8                               | 48,5                               | Медведев, 1948   |
| Листья              | 2-го года жизни | 88,2       | 12,5                               | 27,5                               | 5,8                                | 18,2                               | 36,0                               | Медведев, 1948   |
| Всё растение        | —               | —          | 17,3                               | 23,2                               | 4,0                                | 17,1                               | 38,4                               | Попов и др. 1944 |

## Значение и применение

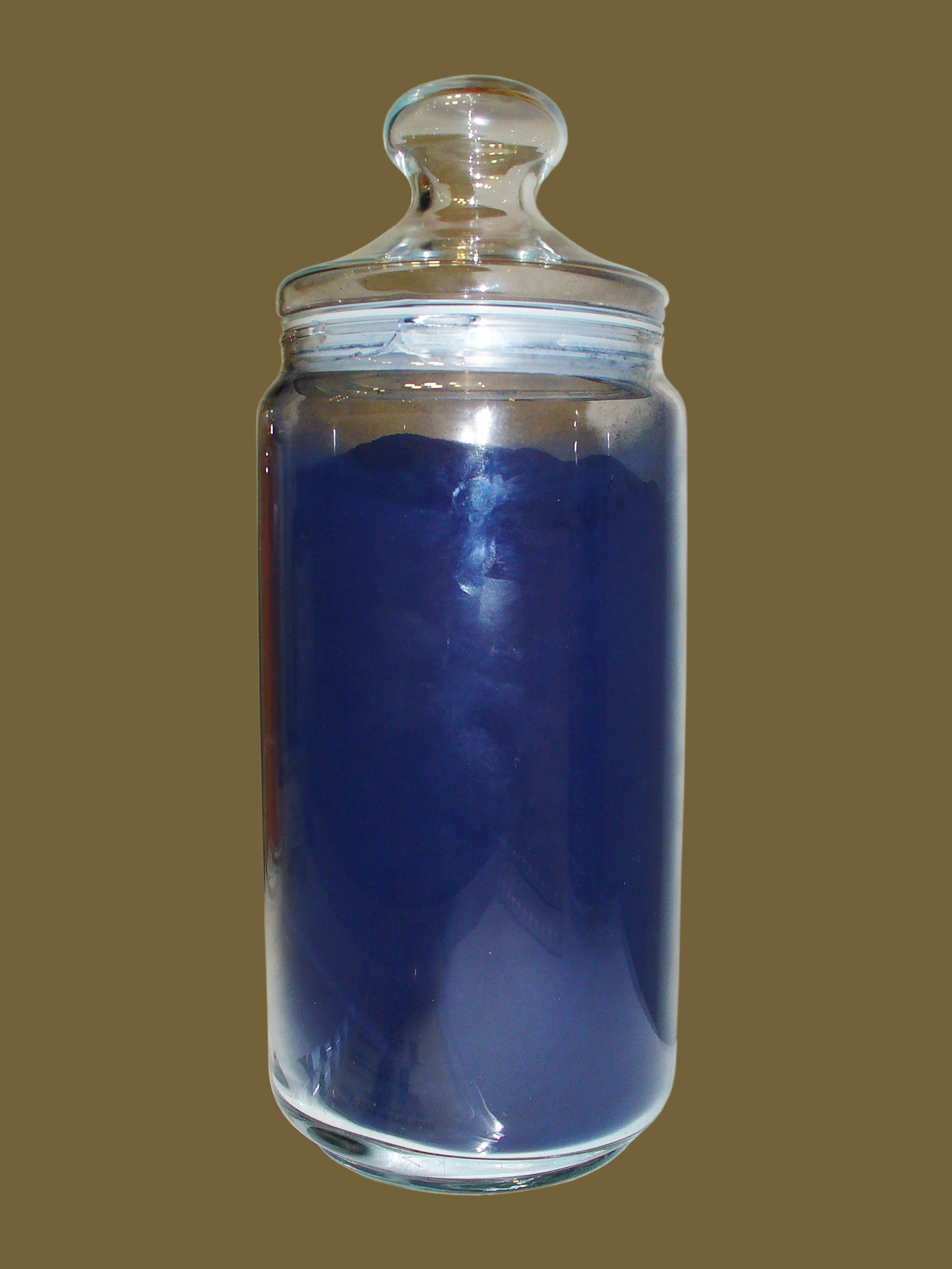
Краситель, полученный из вайды красильной

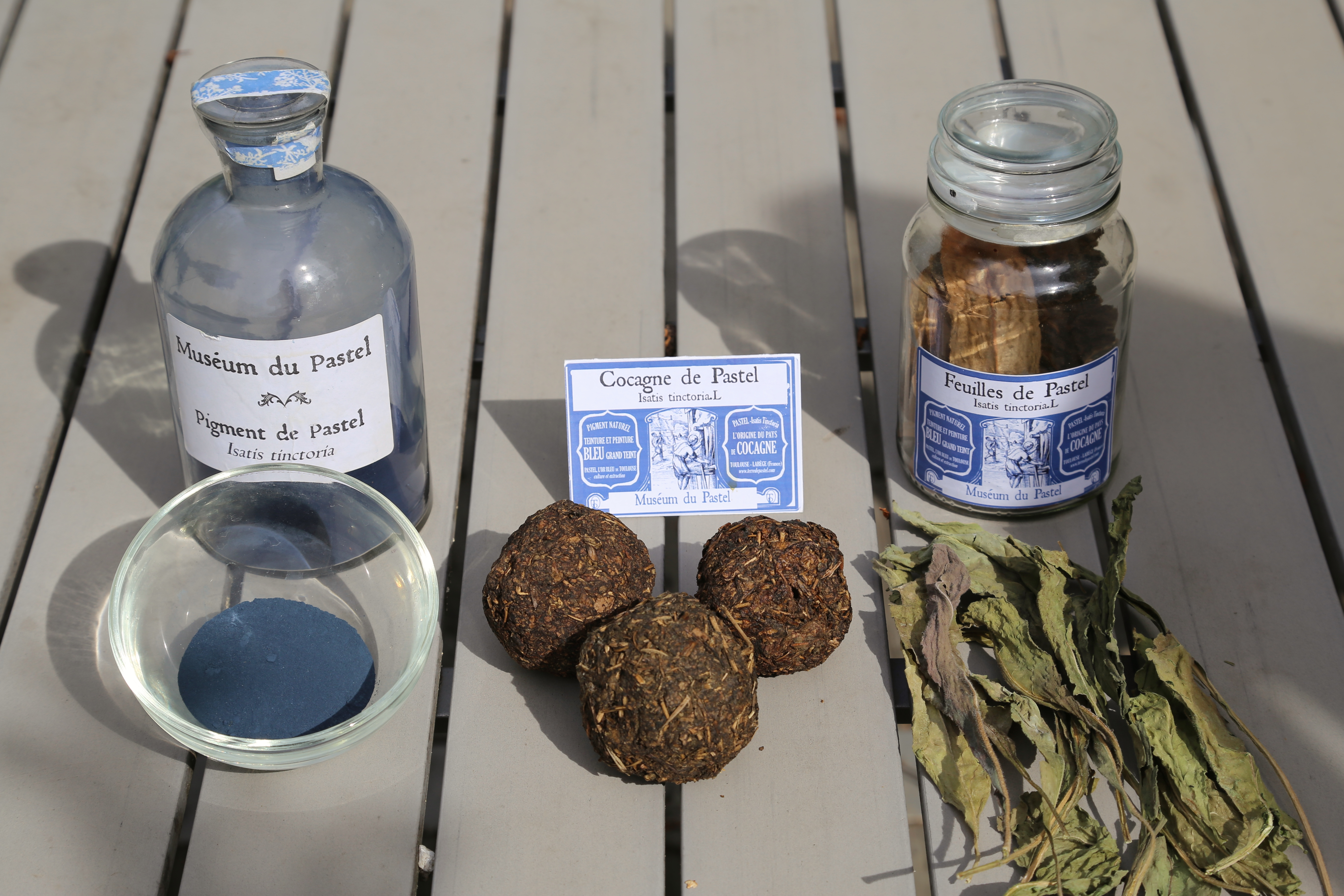
Этапы производства красителя

Издавна листья использовали для окраски шерсти в синий и зелёный цвета. Особенно ценилась вайда красильная в кустарном производстве ковров, когда пользовались только естественными красителями. Ради этого её разводили на полях. В. И. Даль указывал: «Вайда заменяет у нас кубовую краску, индиго».
Из плодов отжимали масло, по свойствам напоминающее льняное.
Своеобразная форма листьев и плодов придаёт вайде красильной качества декоративного растения.
Хороший медонос. Пчёлы охотно посещают вайду; гектар посевов может дать свыше 30 кг сахара в нектаре, по другим данным 80—90 кг/га. В условиях Башкирии с 1954 по 1957 год показывала в среднем 75 кг сахара с 1 га. Наиболее интенсивно пчёлы работают на цветках с 9 до 14 часов. За это время на 10 м² насчитывается более 40 насекомых.
Растения охотно поедают коровы и овцы осенью в первый год жизни и весной на втором году жизни, то есть в фазе розетки до цветения. В более поздний период в конце цветения кормовые качества сильно ухудшаются и для некоторых видов животных вайда оказывается даже вредной. Сено с примесью вайды в фазе созревания может отравить животных с симптомами как от дескурайнии Софии (Descurainia sophia).
В Китае выращивается как лекарственное растение, используемое в народной медицине. Лист (лат. Folium Isatidis) и корень (Radix Isatidis) вайды применяются и в официальной медицине в виде чаёв и отваров при различных воспалительных и простудных заболеваниях; включены в государственную фармакопею Китая (Pharmacopoeia of the People’s Republic of China (2005), Vol. 1).
Учёные ГНЦ ВБ «Вектор» показали, что корень вайды красильной имеет высокую антимикробную и противовирусную активность, в частности, против вируса птичьего гриппа.
|                                                                                          |  |  |  |  |
| Слева направо: Цветение, соцветие, общий вид растения с плодами, побеги с плодами, плоды |  |  |  |  |